# Metallfarbener Lindenbock
Der Metallfarbene Lindenbock (Stenostola dubia) ist ein Käfer aus der Familie der Bockkäfer und der Unterfamilie Lamiinae.
Er ist hauptsächlich an Linden anzutreffen und die Flügeldecken haben einen intensiveren Metallglanz als die sehr ähnlichen Art Stenostola ferrea.
| Abb. 1: Kopf Abb. 2: Flügeldecke, Spitze | Abb. 4: Klaue Hinterbein Abb. 5: Flügeldecke, Basis |
| Abb. 3: Seitenansicht von Kopf und Brust |                                                     |

## Merkmale des Käfers
Der Körper ist schwarz, die dunklen Flügeldecken glänzen metallisch grünblau. Der Käfer erreicht eine Länge von zehn bis dreizehn Millimeter.
Der Kopf ist nach unten geneigt. Die Mundwerkzeuge zeigen nach unten, das letzte Glied der Kiefertaster ist zugespitzt. Die elfgliedrigen dünnen Fühler tragen lange Wimperhaare (Abb. 3). Die Fühlerglieder sind über die ganze Länge gleich gefärbt, die Fühler erscheinen also nicht geringelt. Die Facettenaugen sind nierenförmig und schmiegen sich von hinten der Fühlerbasis an (Abb. 1).
Die Seite des Halsschilds ist nicht durchgehend, sondern nur am Rand undeutlich weiß behaart (Abb. 3). 
Die langen Flügeldecken haben in etwa parallele Seiten, sind aber vor dem Ende leicht bauchig erweitert. Die Enden sind einzeln verrundet (Abb. 2). Die Flügeldecken sind grob punktiert (Abb. 5), gröber als bei der ähnlichen Art Stenostola ferrea. Außerdem ist die Behaarung der Flügeldecken weniger dicht und länger als bei Stenostola ferrea. 
Die Tarsen Die fünfgliedrigen Tarsen erscheinen viergliedrig (pseudotetramer), da das vierte Glied sehr klein und zwischen den Lappen des dritten Gliedes versteckt ist. Die Krallen besitzen an der Basis einen deutlichen Zahn (Abb. 4). 

## Biologie
Die Larve entwickelt sich überwiegend in Linden und Haseln, außerdem werden Weide, Pappel, Hainbuche und Ulme erwähnt. Für die Entwicklung werden absterbende Äste oder tote Äste mit Restfeuchtigkeit benötigt, etwa am Boden liegende Äste. Die befallenen Äste haben einen Durchmesser von zwei bis fünf  Zentimeter. Der adulte Käfer ist von Mai und Juli vorwiegend an den Brutbäumen anzutreffen.

## Verbreitung
Der Metallfarbene Lindenbock ist in Europa weit verbreitet, im Süden häufiger bis häufig, im Norden selten. Das Verbreitungsgebiet reicht von Spanien bis in die Ukraine und von Italien bis nach Norwegen und Schweden. Die Art fehlt aber in Griechenland, Rumänien und Großbritannien.